# Club SeSiSo
Le SeSiSo-Club, ou club SeSiSo en français était un groupe de discussion politique et culturel allemand qui se réunissait durant les années 1920.

## Histoire
Ses membres venaient de divers horizons politiques. Sa première séance eut lieu le 2 janvier 1922. Le club n'avait pas d'existence officielle, son nom vient des premières lettres de ses présidents qu'étaient Hans von Seeckt, Walter Simons et Wilhelm Solf.
Il avait lieu à l'hôtel Kaiserhof de Berlin. Ses valeurs étaient l'humanisme et l'esprit des Lumières. Il réunissait jusqu'à 400 participants, souvent membres de l'élite, qui discutaient ensemble des questions d'actualité.
Parmi ses membres réguliers on compte : Harry Kessler, Albrecht Schaeffer, Otto Hoetzsch (en), Emil Georg von Stauß (en), Richard Nikolaus de Coudenhove-Kalergi, Horace Rumbold, Ernst von Harnack, Albrecht Graf von Bernstorff, Arthur Zarden, Wilhelm Staehle, Adam von Trott zu Solz, Bernhard Lichtenberg, Richard Kuenzer, Kurt von Hammerstein-Equord, Hannah von Wangenheim (de), Friedrich Sarre (en) et Paul von Wolff-Metternich.
Le club n'avait pas de parti pris politique, certains de ses membres devinrent actifs dans la résistance contre le nazisme et faisaient en parallèle partie du cercle Solf. L'association Deutsche Gesellschaft 1914 était également proche de ce dernier cercle.

## Repas Bethmann
Chaque année, le 29 novembre, jour de l'anniversaire de l'ancien chancelier impérial Theobald von Bethmann Hollweg se tenait le repas Bethmann (Bethmann-Essen) réunissant les membres du club. La mémoire du chancelier était en effet très présente au sein du club. Le premier repas Bethmann eut lieu en 1921, Walther Rathenau et Kurt von Hammerstein-Equord y prirent notamment part.

## Sources
- (de) Cet article est partiellement ou en totalité issu de l’article de Wikipédia en allemand intitulé « SeSiSo-Club » (voir la liste des auteurs).